# Tuggen
Tuggen – miejscowość i gmina w Szwajcarii, w kantonie Schwyz, w okręgu March. Leży nad Jeziorem Zuryskim. 

## Demografia
W Tuggen mieszka 3 306 osób. W 2021 roku 17,4% populacji gminy stanowiły osoby urodzone poza Szwajcarią. 

## Współpraca
Miejscowość partnerska:
- Unterharmersbach – dzielnica Zell am Harmersbach, Niemcy

## Transport
Przez teren gminy przebiegają autostrady A3 i A15 oraz droga główna nr 390.